# هانس شارون
هانس شارون (آلمانی: Hans Scharoun؛ زاده ۲۰ سپتامبر ۱۸۹۳ – درگذشته ۲۵ نوامبر ۱۹۷۲) معمار اکسپرسیونیست اهل آلمان بود که عمدهٔ شهرتش به خاطر طراحی تالار کنسرت فیلارمونیک برلین است.

## نگارخانه

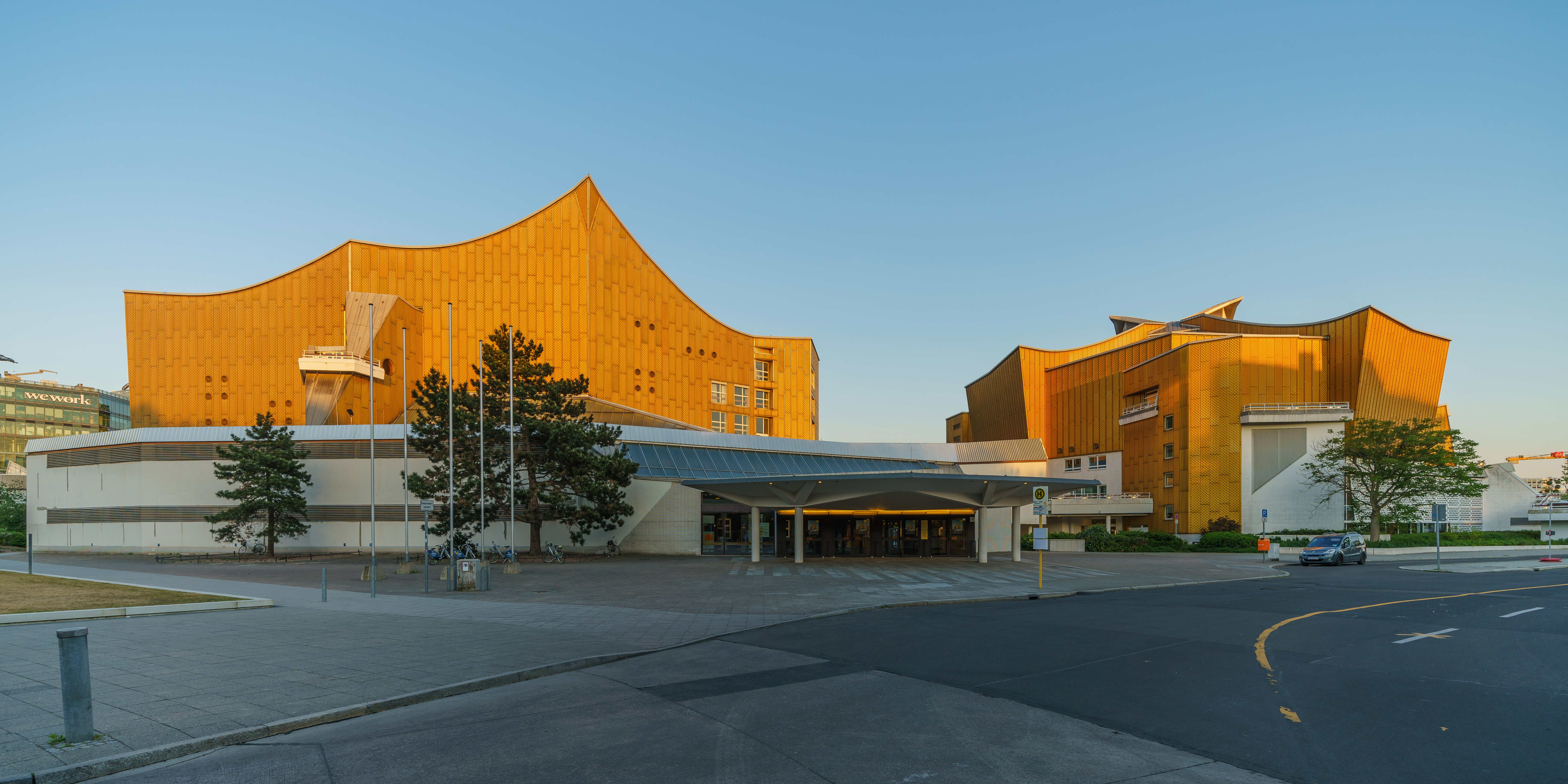
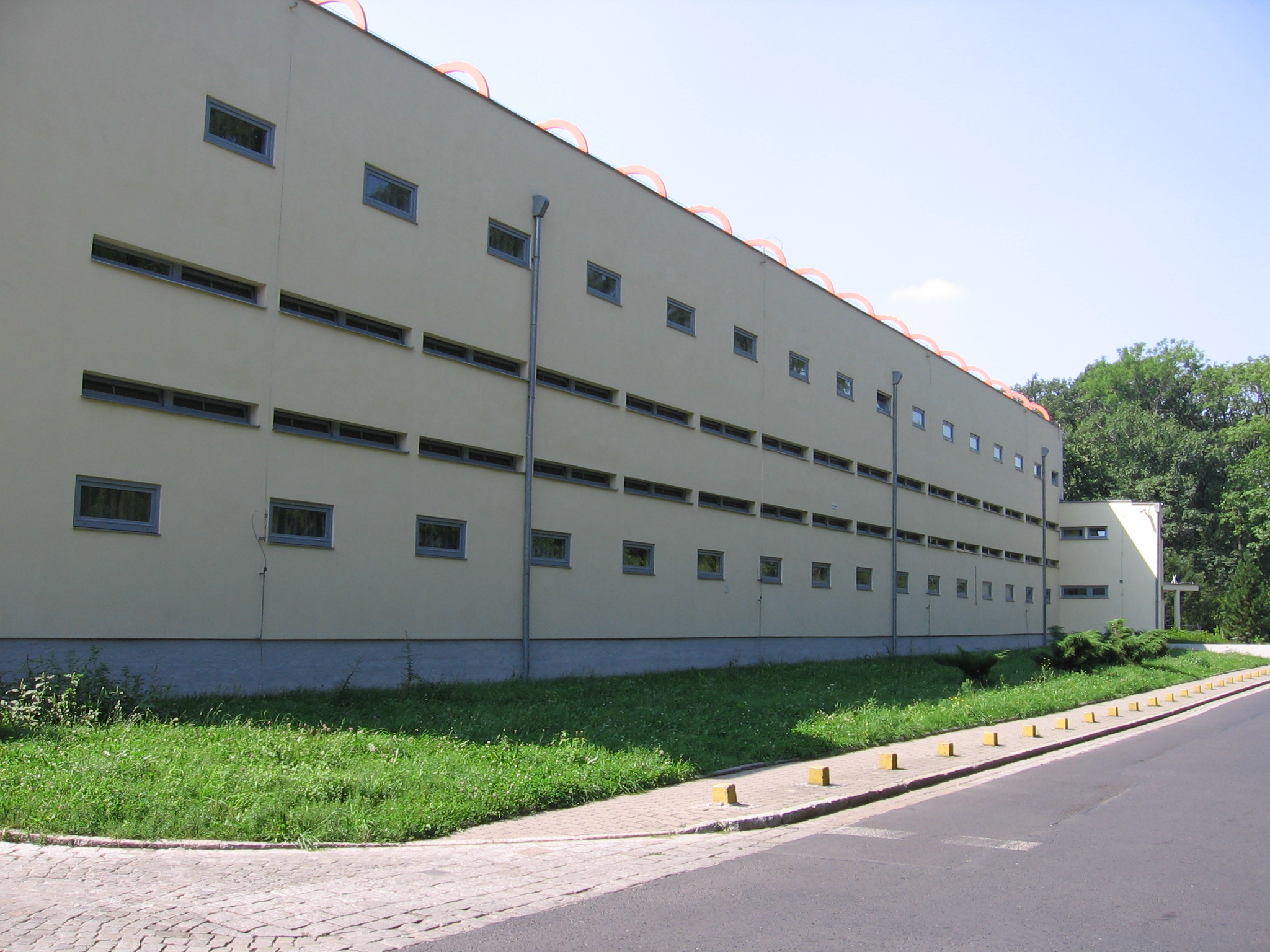
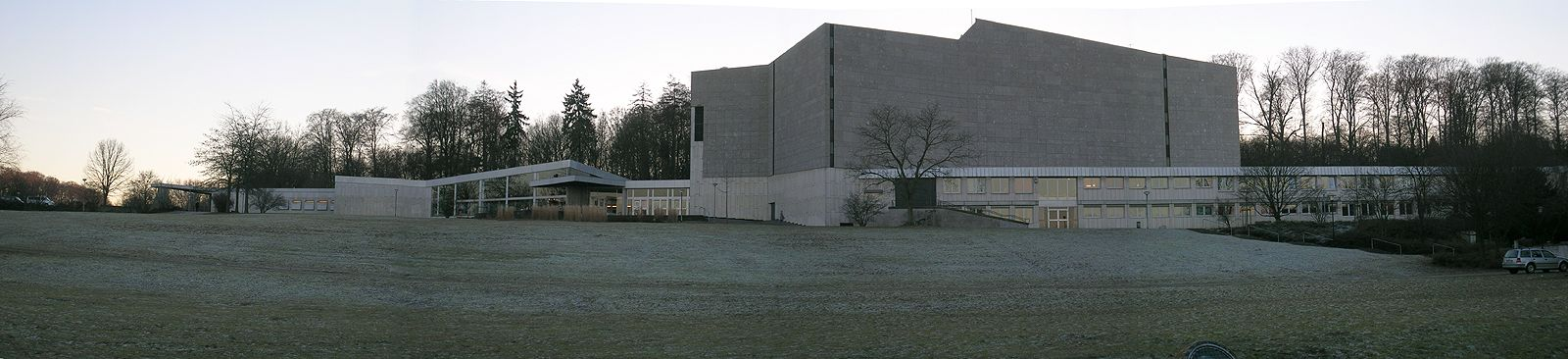
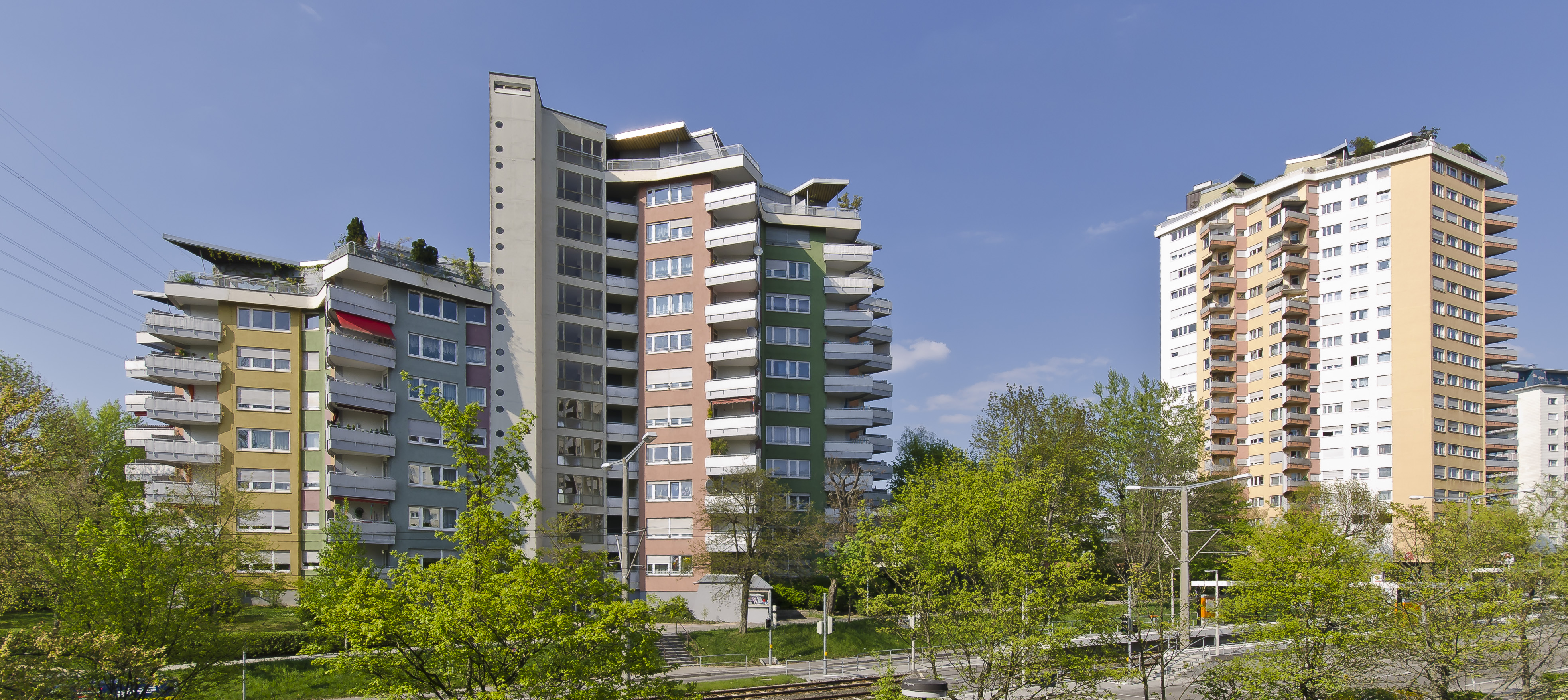
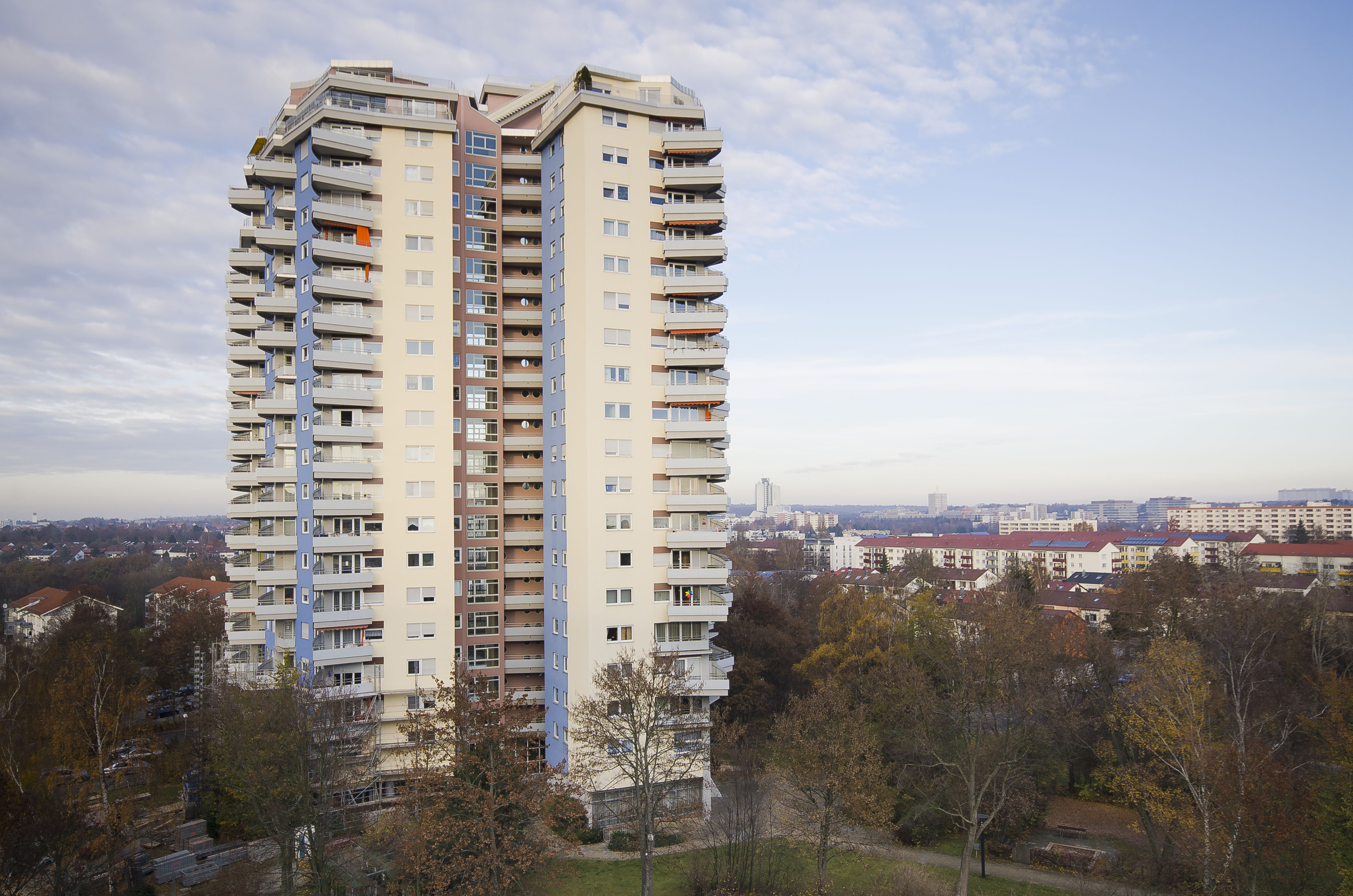
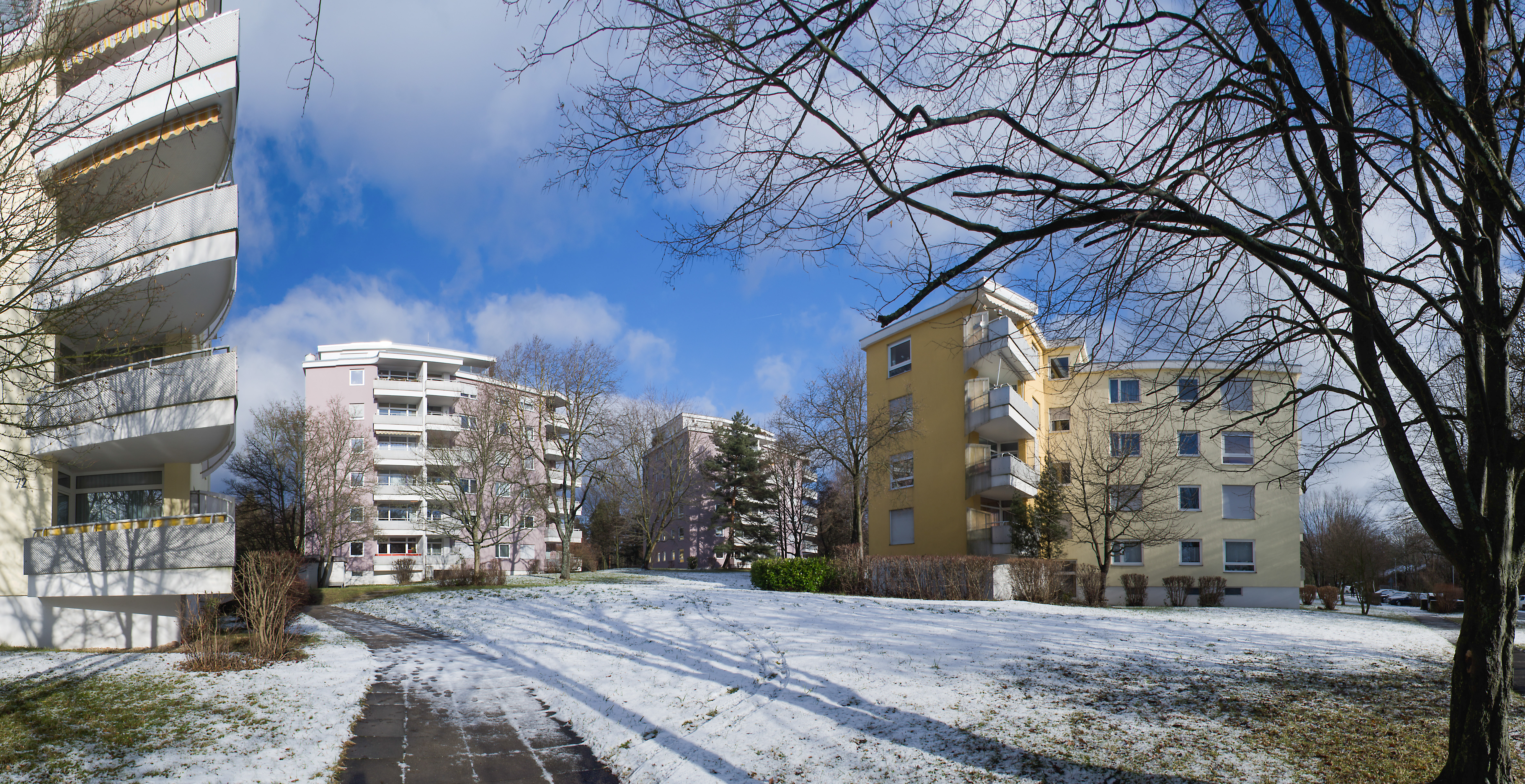
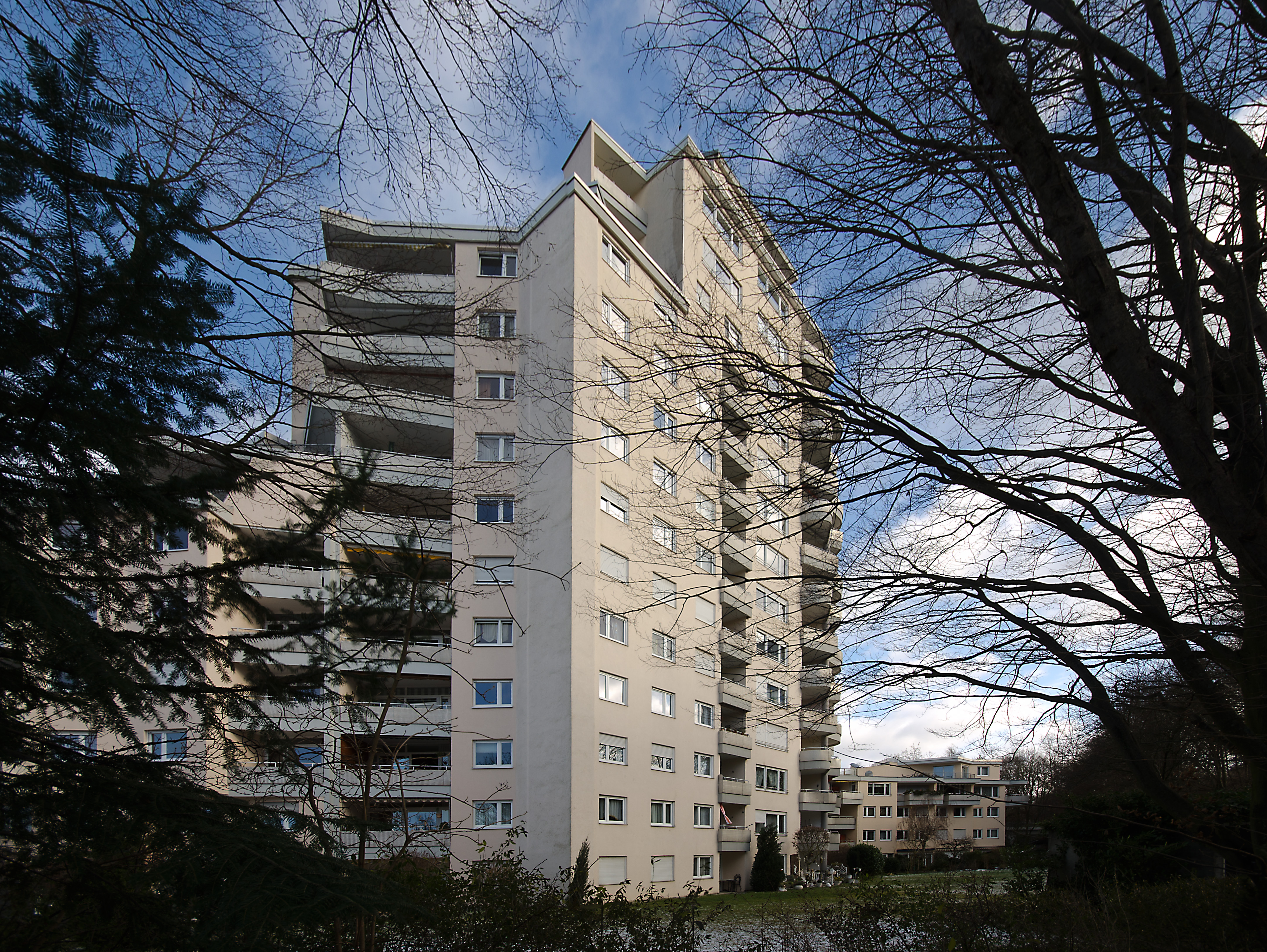